# Schlimia stevensonii
Schlimia stevensonii är en orkidéart som beskrevs av Dodson. Schlimia stevensonii ingår i släktet Schlimia och familjen orkidéer.
Artens utbredningsområde är Ecuador. Inga underarter finns listade i Catalogue of Life.